# 离天堂一步
《离天堂一步》（義大利語：Un passo dal cielo）是意大利電視連續劇，於2011年4月10日在第Rai 1上映。